# ماراویروک
ماراویروک (انگلیسی: Maraviroc) Maraviroc که با نام‌های تجاری Selzentry (ایالات متحده) و Celsentri (EU) فروخته می‌شود، یک داروی ضد ویروسی است که برای درمان عفونت HIV استفاده می‌شود. این دارو از طریق دهان مصرف می‌شود. ماراویروک در کلاس آنتاگونیست گیرنده CCR5 است.
در اوت ۲۰۰۷ برای استفاده پزشکی در ایالات متحده آمریکا و در سپتامبر ۲۰۰۷ در اتحادیه اروپا تأیید شد.

## مصارف پزشکی
ماراویروک در ترکیب با سایر داروهای ضد رتروویروسی تنها برای درمان عفونت HIV-1 استوایی CCR5 نشان داده می‌شود.

## اثرات جانبی
ماراویروک می تواند عوارض جانبی جدی و تهدید کننده زندگی ایجاد کند. این موارد شامل مشکلات کبدی، واکنش‌های پوستی و واکنش های آلرژیک است.  یک واکنش آلرژیک ممکن است پیش از بروز مشکلات کبدی رخ دهد. برچسب‌گذاری رسمی Selzentry دارای هشدار جعبه سیاه برای سمیت کبدی است. کارآزمایی‌های MOTIVATE هیچ تفاوت بالینی مرتبطی را در ایمنی بین گروه‌های ماراویروک و دارونما نشان ندادند.

## مکانیسم عمل
ماراویروک یک مهارکننده ورود است. به طور خاص، ماراویروک یک تعدیل کننده آلوستریک منفی گیرنده CCR5 است که در سطح سلول‌های انسانی خاص یافت می‌شود. گیرنده کموکاین CCR5 یک گیرنده ضروری برای بیشتر سویه‌های HIV است و برای فرآیند ورود ویروس به سلول میزبان ضروری است. این دارو به CCR5 متصل می شود و در نتیجه پروتئین HIV gp120  را از ارتباط با گیرنده مسدود می‌کند. HIV نمی‌تواند وارد ماکروفاژها و سلول‌های T انسان شود. از آنجایی که HIV می‌تواند از گیرنده‌های مرکزی دیگر مانند CXCR4 نیز استفاده کند، برای تعیین اینکه آیا دارو مؤثر است یا خیر، باید آزمایش تروپیسم HIV مانند سنجش تروفیل انجام شود.